# Bedford TJ
Le Bedford TJ était un véhicule utilitaire de poids moyen, fabriqué par le constructeur britannique Bedford et ses successeurs entre les années 1958 et 1998.
Il succédait ainsi à la série des camions Bedford TA, qui avaient été produits entre 1953 et 1958. Ce modèle TJ s'avère être le dernier camion à capot conçu par Bedford, et par la même occasion, le dernier véhicule à être produit en lien avec cette marque. Ce véhicule marque la fin d'une époque pour la production de camions à capot par la société, un type de véhicule dont l'usage se faisait rare à la fin du XXe siècle.

## Histoire
La production du Bedford TJ débuta en 1958, lorsqu’il fut présenté comme un modèle de camion à capot moderne de la marque Bedford. Il s’agissait d’une version renouvelée du modèle Bedford TD, dont la conception s’inspirait de celle du camion Chevrolet Advance Design. Le TJ fut décliné en multiples versions, allant des utilitaires légers aux véhicules lourds, avec des charges utiles variant entre 6 et 8 tonnes. Cependant, en raison de son style relativement désuet et probablement du déclin des camions à capot au cours de ces années-là, la série TJ ne rencontra pas un grand succès au Royaume-Uni, et ses ventes demeurèrent modestes, hormis dans les secteurs des télécommunications et des services postaux. En particulier, la société Holland’s Pies, implantée dans le Lancashire, fit usage, jusqu’aux années 1980, d'une flotte conséquente de fourgonnettes TJ, réputées pour leur entretien rigoureux et leur propreté exemplaire, ce qui conféra à ces véhicules l’appellation populaire de « fourgonnettes à tartes de Hollande » dans le comté du Lancashire.
Les versions les plus légères (J0) de ce modèle partageaient le même moteur à essence que celui de la Vauxhall Cresta, lequel procurait des performances relativement satisfaisantes, quoique n’étant guère apte à supporter des charges excédant 800 à 900 kg. Les variantes plus pesantes étaient équipées du même moteur que celui monté sur la série Bedford TD. Sur les marchés étrangers, notamment en Inde, au Pakistan, en Afrique et dans d’autres contrées en développement, le modèle TJ connut un grand succès en raison de sa robustesse et de son prix modéré en comparaison de la concurrence. En 1975, le TJ fut retiré du marché britannique, cédant sa place au Bedford CF,.
Après 1975, le modèle TJ ne fut plus proposé qu'à l'exportation, où il connut encore une certaine prospérité. Toutefois, au cours des années 1980, les expéditions vers des contrées telles que l'Australie et la Nouvelle-Zélande cessèrent, car il apparut clairement que ces véhicules étaient devenus fort désuets, incapables de rivaliser sur le marché, en raison de l'évolution des normes environnementales et des prescriptions relatives aux émissions. Néanmoins, la production se poursuivit pour les marchés dits "en développement". En 1987, l'usine de Dunstable fut cédée à David J.B. Brown, qui la rebaptisa AWD Trucks. La fabrication du modèle TJ se poursuivit alors sous la marque AWD Bedford. Après le rachat d'AWD Trucks par Marshall SPV, la production de la série TJ se maintint, quoique dans des quantités limitées. Ce fut ainsi qu'en 1998, une ultime commande de 100 véhicules fut passée, destinée à être expédiée vers le Kenya, marquant ainsi la fin de la production du modèle TJ.

### Pakistan
Au Pakistan, le modèle J5/6 jouit d'une grande faveur et domine de manière incontestée le marché des véhicules commerciaux. Il s’est forgé un statut quasi mythique parmi les conducteurs, en raison de ses qualités exceptionnelles de puissance, de fiabilité et de robustesse. Il est dit que plus de la moitié des camions en circulation dans le pays sont issus de la marque Bedford.

### Inde
Une société indienne, Hindustan Motors, s'adonna à la fabrication des versions agrandies (J5/6) de ce véhicule en Inde dès l'année 1968. La production se prolongea pendant trois décennies, mais le véhicule s'avéra incapable de tenir tête aux modèles produits par Tata et Ashok Leyland, entreprises alors en pleine ascension. Il en résulta que ce modèle, malgré sa longévité, fut finalement laissé à l'abandon en 1998, faute de pouvoir faire face à la concurrence accrue de ces géants du secteur automobile.

## Modèles
- J0 (souvent appelé JO)
- J1
- J2
- J3
- J4
- J5
- J6

## Galerie

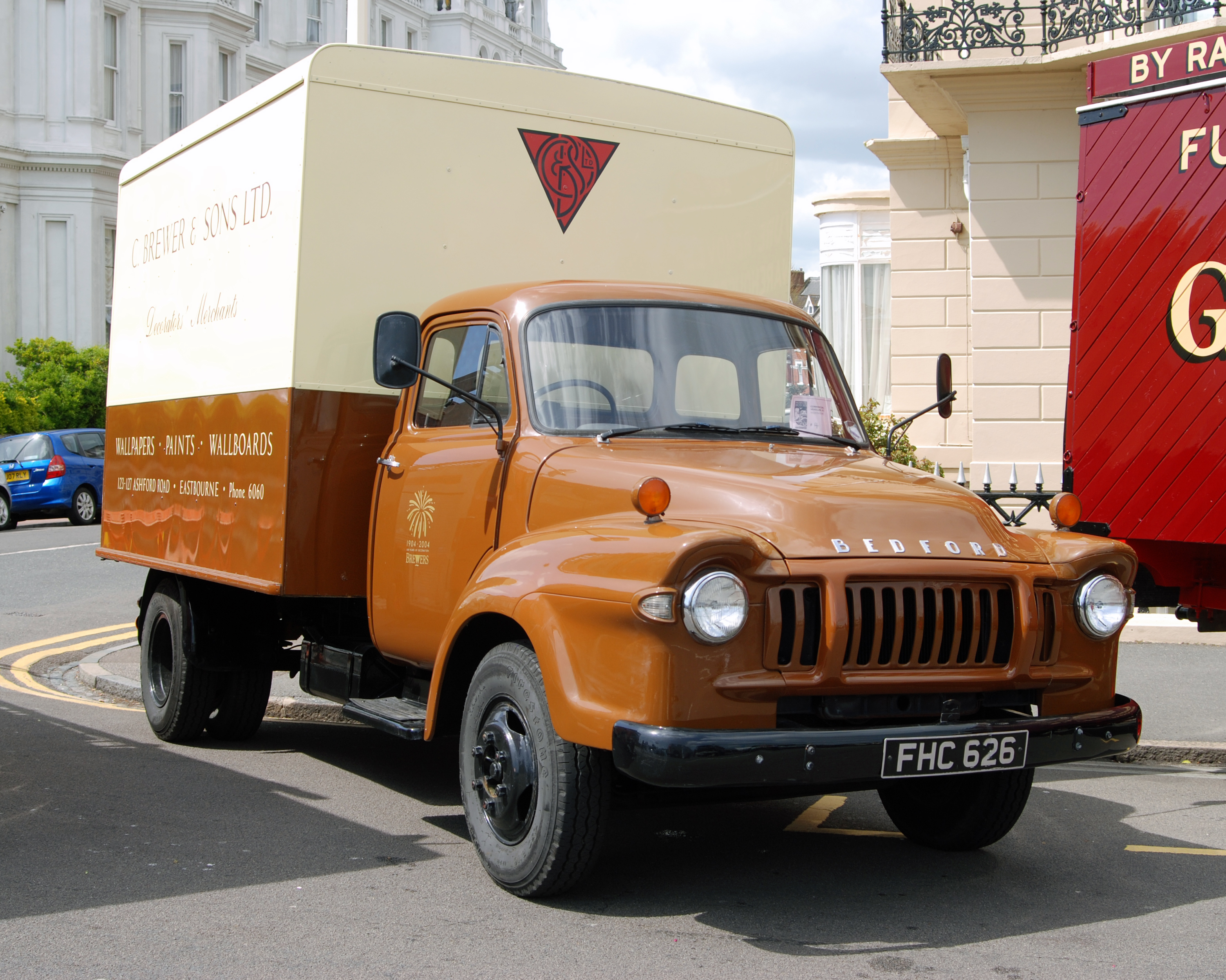
Camion fourgon Bedford J5
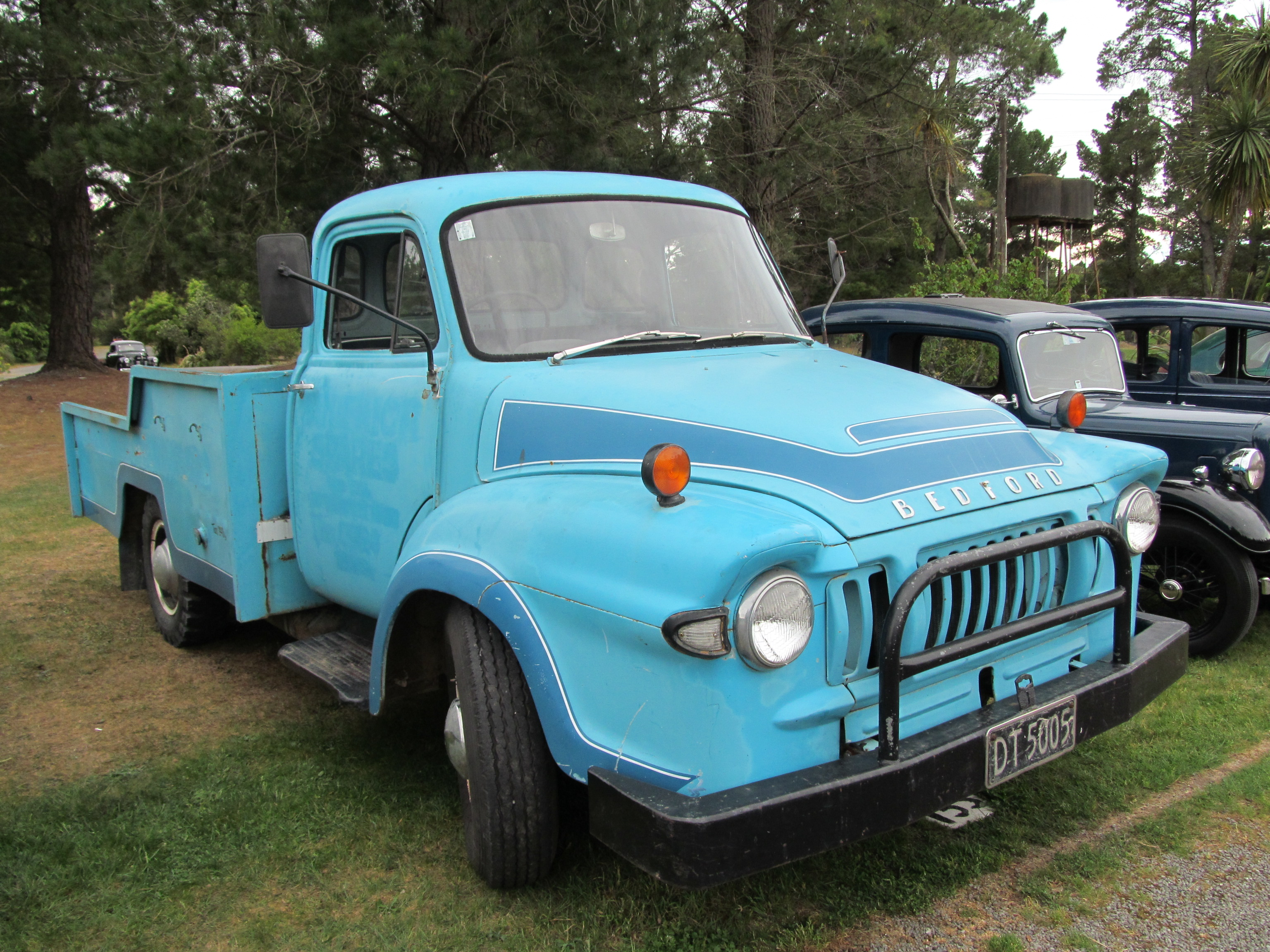
Bedford J1 1968
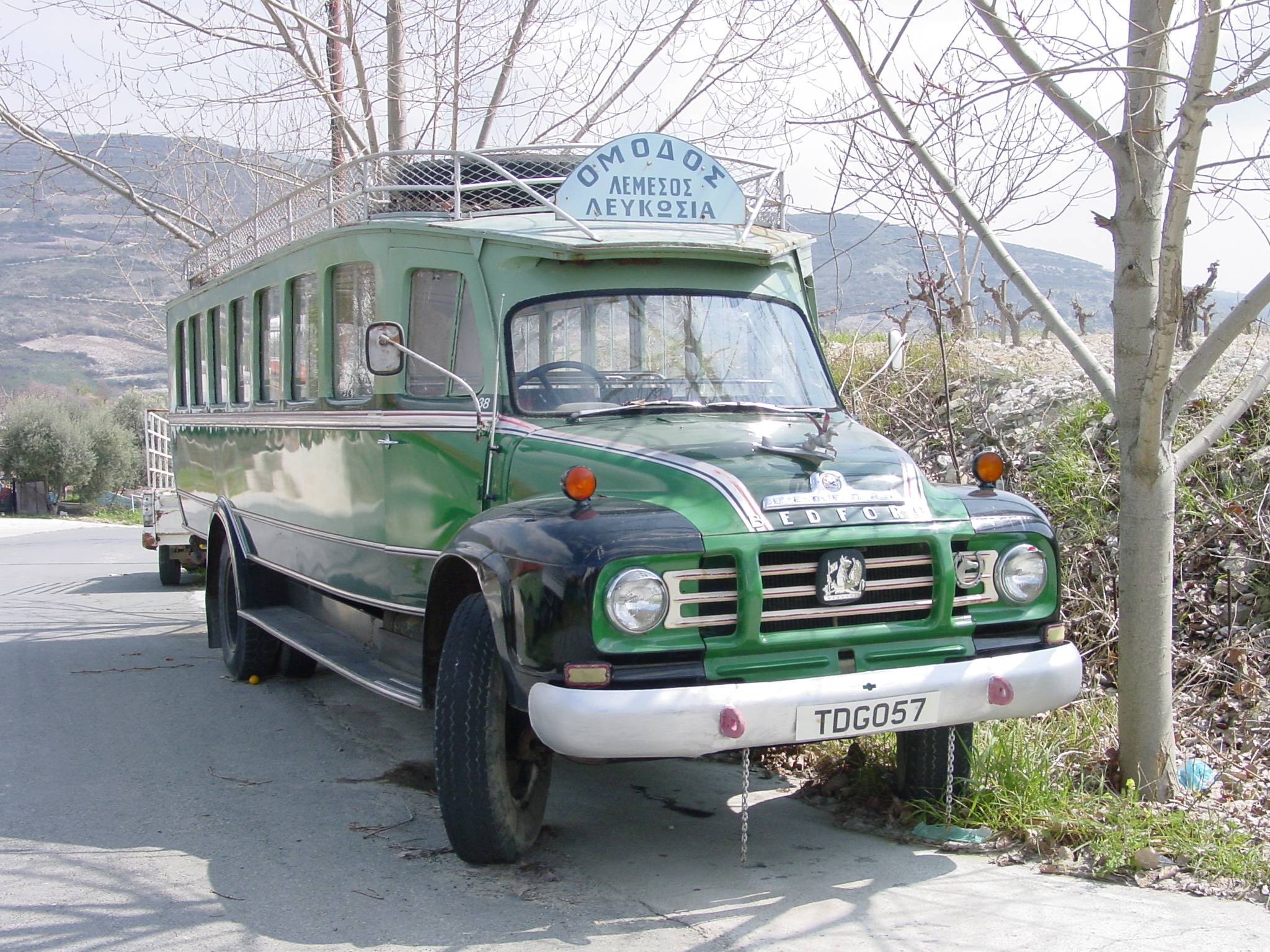
Les camions Bedford TJ ont également été transformés en bus ; ici à Chypre
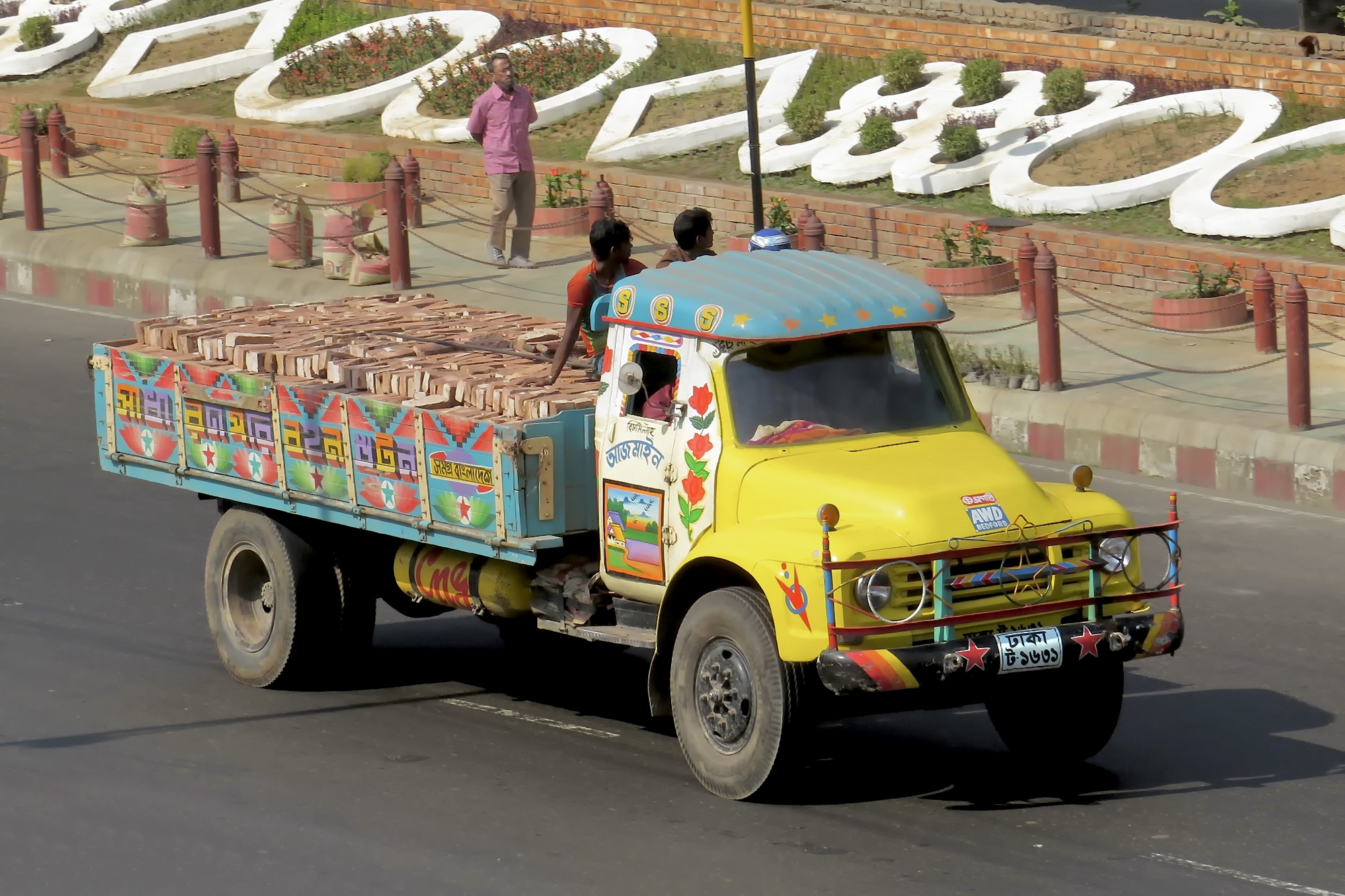
Camion Bedford TJ à traction intégrale au Bangladesh
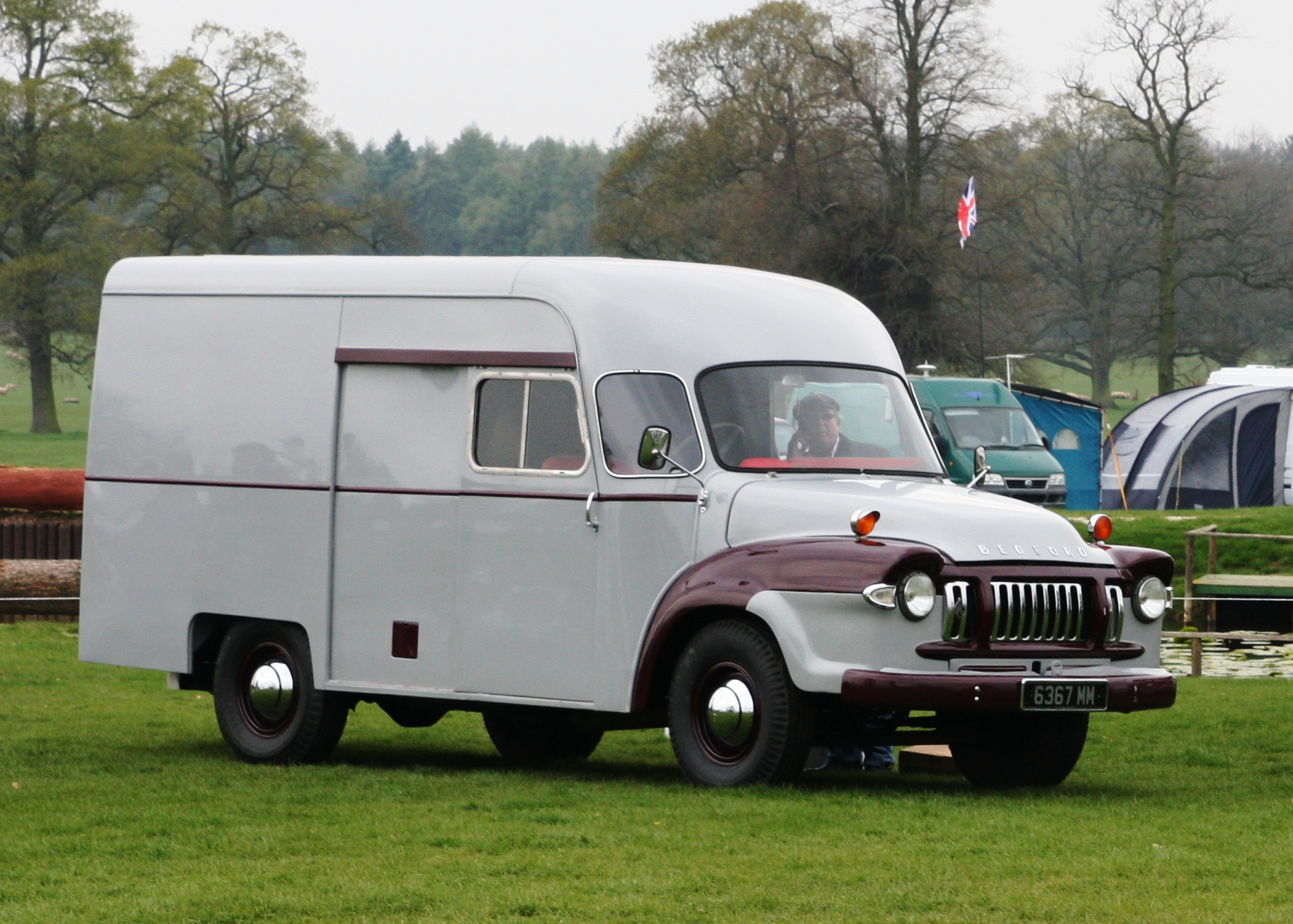
Bedford TJ avec carrosserie fourgon traversante